# ジョン・ネイピア
ジョン・ネイピア（John Napier, 1550年2月1日 - 1617年4月4日）はスコットランドのバロン。数学者、物理学者、天文学者、占星術師としても知られる。

## 人物概要
ジョン・ネイピアは、スコットランドのバロンであり、熱心なプロテスタントである。幅広い事に興味を持って研究した人物で、特に、対数の発見者として知られる。
使用人の誰かが屋敷の物を盗んでいるとにらんだネイピアは、鶏に煤を塗り、暗い部屋に置いた。犯人が触れば鶏がそれを知らせるといって、全ての使用人に鶏を触りに行かせた。罪の発覚を恐れた犯人は触らずに戻ってきたため、使用人達の手のひらの汚れから、犯人を特定した。
という逸話でも知られる、個性的な発想に恵まれた発明家である。
ネイピアは、自分の領地の収穫を増やすために肥料や揚水機の研究をしたり、スペインの侵攻に備えて軍事兵器を発案したりもしている。
ネイピアの数ある発明の中で、後世に特に大きな影響を与えたものは、対数とネイピアの骨である。いずれも科学で必要な計算を少しでも簡単にしようとして生み出された計算のための技術であり、他の人々の手によって形が変えられているものの、現代の科学技術の礎ともなっている。また、小数点の発案者でもある。
宗教的活動も活発に行っており、ヨハネの黙示録を独自に解釈し、カトリック教会やローマ教皇を非難した著書も広く読まれた。

## 業績

### 対数
ネイピアの考え出したもののうち、最も科学に影響を与え、受け入れられたのが対数である。対数は、かけ算を足し算に、割り算を引き算に変える。そのため、巨大な数のかけ算や割り算が、対数を使うと容易になる。
対数の概念の発見自体はビュルギの方が先だったが、ビュルギが長い間発表しなかったために対数はネイピアの業績として知られている。天文学の膨大な計算を簡単に行えるようにした対数について、ラプラスは、対数は天文学者の寿命を 2 倍にしたと賞賛している。
ネイピアが考えた対数は、現代的な
loga(x)
の形のものではない。
正の実数 x に対して
{\displaystyle x=10^{7}\left(1-{\frac {1}{10^{7}}}\right)^{p}}
を満たす実数 p が唯一つ定まる。この x と p の対応を調べて表にし、 x の計算を p の計算に置き換えるというのがネイピアの発想である。つまり、対数の底は固定値{\displaystyle \left(1-{1 \over 10^{7}}\right)}であり、現代的な対数と違って、かけ算を足し算に、割り算を引き算に変える目的だけで作られている（乗算と除算を容易にしたいだけなので、底は固定値で良い）。
この p のことを ネイピアの対数 (Napierian logarithm) という。ネイピアは 1594年にこの対数の概念に到達し、この定義を用い 20年間計算を続け 7桁の数の対数表を作成し1614年に発表した。
ネイピアの時代には、まだ小数は一般に広まっていなかったため、ネイピアの対数表では、なるべく小数が現れないように工夫されており、 x も p も整数として表されている。そのため、現代的な対数の基本的な演算をそのまま適用することはできず、
{\displaystyle z={x \over 10^{7}}=\left(1-{1 \over 10^{7}}\right)^{p}}
のように、 107 で割って z と p の対応として補正して扱う必要がある。しかしこういった現代の対数との違いは些末なことである。
1620年、エドムント・ガンター（Edmund Gunter, 1581年 - 1626年）によって対数尺（ガンター尺、 Gunter's scale）が作成された。対数尺は、対数の原理を用いた計算尺のはしりである。この後、計算尺は電卓が広まり始める1970年頃まで広く使われた。

### ネイピアの骨
ネイピアの骨はネイピアが発明した、かけ算を足し算だけの計算にする道具である。対数と同様にネイピアは、科学で扱われる計算をいかに簡単に行うかといったことに尽力し、その成果の一つとして得られた道具である。
ネイピアの死後、ネイピアの骨は様々に改良されるが、特に1623年のウィルヘルム・シッカード（Wilhelm Schickard,1592年 - 1635年）による改良が重要である。
シッカードは、ネイピアの骨を歯車などを用いて自動化した。ネイピアの骨は、かけ算を足し算だけにする計算道具であるが、足し算の回数もそれなりに多い。その部分の労力をいくらか軽減できる道具である。シッカードの計算機には、足し算の機能も組み込まれており、ダイヤルを回したりしていくと 6 桁と 1 桁のかけ算ができる。
これは、ネイピアの骨#基本的な積で説明される演算である。
このシッカードの計算機は、世界初の歯車式計算機としても知られ、その後のコンピュータの歴史へ繋がる一歩でもあった。

## 生涯
1550年、ネイピアは、スコットランドの首都エディンバラの南西に位置するマーキストン城で貴族であるアーチボールド・ネイピア(Archibald Napier) と ジャネット・ボスウェル(Janet Bothwell) の間に生まれた。ここは、現在のネイピア大学の敷地内である。
1563年にネイピアが聖アンドリューズ大学に入学した直後、母親のジャネットが亡くなった。この後、大学を中退したネイピアは、フランスをはじめ、諸外国を遍歴したらしいが詳しいことは分かっていない。
1571年頃にネイピアは故郷に戻り、父のアーチボルドの再婚に立ち会った。翌年、父から土地を譲り受け、ガートネス城に居を構え、エリザベス・スターリング(Elizabeth Stirling) と結婚した。エリザベスとの間には 2 人の子供ができる。
1579年にエリザベスは亡くなり、アグネス・チザム(Agnes Chisolm) と再婚する。アグネスとの間には 10 人の子供を得る。この年、ネイピアは炭坑から水を外に出すための装置の発明をしている。
1593年に『A Plaine Discovery of the Whole Revelation of St. John』（ヨハネの黙示録の真相）を出版し、カトリック教会を激しく批判した。また、この中で、最後の審判の日を1688年ないし1700年と予言している。この本は好評で、ネイピアの死後も版を重ね 21 版まで出版された。また、多言語に渡り翻訳もされて広く読まれた。
1594年に対数の概念を発見し、以後 20 年に渡り、対数表の作成に従事する。
1608年、父のアーチボルドが亡くなったため、マーキストン城の八代目の城主となる。
1614年、対数表を完成させ、ラテン語の論文『 Mirifici Logarithmorum Canonis Descriptio 』（素晴らしい対数表の使い方）で発表する。この論文は、1616年にエドワード・ライト(Edward Wright)による英語訳が出版されている。
1615年の夏には、ロンドンのグレシャム大学の幾何学の教授だったヘンリー・ブリッグスがエディンバラまでネイピアを訪ね、一月ほど滞在し、対数について議論を行った。翌年も、ブリッグスはネイピアの元を訪れている、さらにその次の年も、ブリッグスはネイピアに会う予定だったが、1617年4月4日にジョン・ネイピアが自分の城で息を引き取ったため会うことはできなかった。この時の二人の間の議論で、対数の用途について様々な角度から検討がなされ、ブリッグスの提案から常用対数や底の概念などが生まれ、対数が現代の用法に近い形で確立された。
1619年、息子の一人、ロバート・ネイピア(Robert Napier) によって遺稿『Mirifici logarithmorum canonis constructio』（素晴らしい対数表の作成方法）が出版された。ネイピアの対数では、できるだけ小数を避けて、対数表が作成されていたが、この遺稿では、ブリッグスの影響かどうかはわからないが、小数を容認する方向へと進み、小数の表現方法として小数点の使用を提案し、この発明も世界中に広まることになった。